# Kalendarium rządu Tadeusza Mazowieckiego
Kalendarium rządu Tadeusz Mazowieckiego opisuje powołanie rządu Tadeusza Mazowieckiego, zmiany na stanowiskach ministrów, sekretarzy stanu, podsekretarzy stanu, wojewodów i wicewojewodów a także zmiany personalne na kierowniczych stanowiskach w urzędach centralnych podległych Radzie Ministrów.

## Zmiany w rządzie
Lista zmian personalnych na stanowiskach ministrów, sekretarzy stanu i podsekretarzy stanu.

### Rok 1989
| Powołanie | Odwołanie |
| 12 września 1989 | 12 września 1989 |
| --- | --- |
| - Leszka Balcerowicza na urzędy wiceprezesa Rady Ministrów i ministra finansów, - Czesława Janickiego na urzędy wiceprezesa Rady Ministrów oraz ministra rolnictwa i gospodarki żywnościowej, - Jana Janowskiego na urzędy wiceprezesa Rady Ministrów oraz ministra-kierownika Urzędu Postępu Naukowo-Technicznego i Wdrożeń, - Czesława Kiszczaka na urzędy wiceprezesa Rady Ministrów i ministra spraw wewnętrznych, - Jacka Ambroziaka na urząd ministra-szefa Urzędu Rady Ministrów, - Artura Balazsa na urząd ministra-członka Rady Ministrów, - Aleksandra Bentkowskiego na urząd ministra sprawiedliwości, - Izabelli Cywińskiej na urząd ministra kultury i sztuki, - Aleksandra Halla na urząd ministra-członka Rady Ministrów, - Bronisława Kamińskiego na urząd ministra ochrony środowiska i zasobów naturalnych, - Andrzeja Kosiniaka-Kamysza na urząd ministra zdrowia i opieki społecznej, - Marka Kucharskiego na urząd ministra-członka Rady Ministrów, - Jacka Kuronia na urząd ministra pracy i polityki socjalnej, - Aleksandra Mackiewicza na urząd ministra rynku wewnętrznego, - Jerzego Osiatyńskiego na urząd ministra-kierownika Centralnego Urzędu Planowania, - Aleksandra Paszyńskiego na urząd ministra gospodarki przestrzennej i budownictwa, - Henryka Samsonowicza na urząd ministra edukacji narodowej, - Floriana Siwickiego na urząd ministra obrony narodowej, - Krzysztofa Skubiszewskiego na urząd ministra spraw zagranicznych, - Tadeusza Syryjczyka na urząd ministra przemysłu, - Marcina Święcickiego na urząd ministra współpracy gospodarczej z zagranicą, - Witolda Trzeciakowskiego na urząd ministra-członka Rady Ministrów, - Franciszka Wielądka na urząd ministra transportu, żeglugi i łączności, - Marka Kucharskiego na urząd ministra ds. organizacji resortu łączności. | – |
| 13 września 1989 | |
| - Jerzego Kołodziejskiego na stanowisko sekretarza stanu w Urzędzie Rady Ministrów. | – |
| 20 grudnia 1989 | |
| - Czesława Janickiego na urząd ministra rolnictwa i gospodarki żywnościowej, - Bronisława Kamińskiego na urząd ministra ochrony środowiska, zasobów naturalnych i leśnictwa, - Franciszka Wielądka na urząd ministra transportu i gospodarki morskiej, - Marka Kucharskiego na urząd ministra łączności. | - Czesława Janickiego z urzędu ministra rolnictwa, gospodarki żywnościowej i leśnictwa (powołany na ten urząd 12 września 1989), - Bronisława Kamińskiego z urzędu ministra ochrony środowiska i zasobów naturalnych (powołany na ten urząd 12 września 1989), - Franciszka Wielądka z urzędu ministra transportu, żeglugi i łączności (powołany na ten urząd 12 września 1989), - Marka Kucharskiego z urzędu ministra ds. organizacji resortu łączności (powołany na ten urząd 12 września 1989). |

### Rok 1990
| Powołanie | Odwołanie |
| 6 lipca 1990 | 6 lipca 1990 |
| --- | --- |
| - Krzysztofa Kozłowskiego na urząd ministra spraw wewnętrznych, - Piotra Kołodziejczyka na urząd ministra obrony narodowej, - Ewarysta Waligórskiego na urząd ministra transportu i gospodarki morskiej. | - Czesława Janickiego z urzędów wiceprezesa Rady ministrów (powołany na ten urząd 12 września 1989) oraz ministra rolnictwa i gospodarki żywnościowej (powołany na ten urząd 20 grudnia 1989), - Czesława Kiszczaka z urzędów wiceprezesa Rady ministrów i ministra spraw wewnętrznych (powołany na te urzędy 12 września 1989), - Floriana Siwickiego z urzędu ministra obrony narodowej (powołany na ten urząd 12 września 1989), - Franciszka Wielądka z urzędu ministra transportu i gospodarki morskiej (powołany na ten urząd 20 grudnia 1989) |
| 14 września 1990 | |
| - Jerzego Slezaka na urząd ministra łączności, - Janusza Bylińskiego na urząd ministra rolnictwa i gospodarki żywnościowej, - Waldemara Kuczyńskiego na urząd ministra przekształceń własnościowych.     | - Marka Kucharskiego z urzędu ministra łączności (powołany na ten urząd 20 grudnia 1989) |
| 12 października 1990 | |
| – | - Aleksandra Halla z urzędu ministra-członka Rady Ministrów (powołany na ten urząd 12 września 1989). |

### Rok 1991
| Powołanie        | Odwołanie |
| 7 stycznia 1991  | 7 stycznia 1991 |
| ---------------- | --- |
| –                | - Jerzego Kołodziejskiego ze stanowiska sekretarza stanu w Urzędzie Rady Ministrów (powołany na to stanowisko 13 września 1989). |
| 12 stycznia 1991 | |
| –                | - Leszka Balcerowicza z urzędów wiceprezesa Rady Ministrów i ministra finansów (powołany na te urzędy 12 września 1989), - Jana Janowskiego z urzędów wiceprezesa Rady Ministrów oraz ministra-kierownika Urzędu Postępu Naukowo-Technicznego i Wdrożeń (powołany na te urzędy 12 września 1989), - Jacka Ambroziaka z urzędu ministra-szefa Urzędu Rady Ministrów (powołany na ten urząd 12 września 1989), - Artura Balazsa z urzędu ministra-członka Rady Ministrów (powołany na ten urząd 12 września 1989), - Aleksandra Bentkowskiego z urzędu ministra sprawiedliwości (powołany na ten urząd 12 września 1989), - Izabelli Cywińskiej z urzędu ministra kultury i sztuki (powołana na ten urząd 12 września 1989), - Bronisława Kamińskiego z urzędu ministra ochrony środowiska i zasobów naturalnych (powołany na ten urząd 12 września 1989), - Andrzeja Kosiniaka-Kamysza z urzędu ministra zdrowia i opieki społecznej (powołany na ten urząd 12 września 1989), - Jacka Kuronia z urzędu ministra pracy i polityki socjalnej (powołany na ten urząd 12 września 1989), - Aleksandra Mackiewicza z urzędu ministra rynku wewnętrznego (powołany na ten urząd 12 września 1989), - Jerzego Osiatyńskiego z urzędu ministra-kierownika Centralnego Urzędu Planowania (powołany na ten urząd 12 września 1989), - Aleksandra Paszyńskiego z urzędu ministra gospodarki przestrzennej i budownictwa (powołany na ten urząd 12 września 1989), - Henryka Samsonowicza z urzędu ministra edukacji narodowej (powołany na ten urząd 12 września 1989), - Krzysztofa Skubiszewskiego z urzędu ministra spraw zagranicznych (powołany na ten urząd 12 września 1989), - Tadeusza Syryjczyka z urzędu ministra przemysłu (powołany na ten urząd 12 września 1989), - Marcina Święcickiego z urzędu ministra współpracy gospodarczej z zagranicą (powołany na ten urząd 12 września 1989), - Witolda Trzeciakowskiego z urzędu ministra-członka Rady Ministrów (powołany na ten urząd 12 września 1989), - Krzysztofa Kozłowskiego z urzędu ministra spraw wewnętrznych (powołany na ten urząd 6 lipca 1990), - Piotra Kołodziejczyka z urzędu ministra obrony narodowej (powołany na ten urząd 6 lipca 1990), - Ewarysta Waligórskiego z urzędu ministra transportu i gospodarki morskiej (powołany na ten urząd 6 lipca 1990), - Jerzego Slezaka z urzędu ministra łączności (powołany na ten urząd 14 września 1990), - Janusza Bylińskiego z urzędu ministra rolnictwa i gospodarki żywnościowej (powołany na ten urząd 14 września 1990), - Waldemara Kuczyńskiego z urzędu ministra przekształceń własnościowych (powołany na ten urząd 14 września 1990). |